# KkStB 62
Die Dampflokomotivreihe kkStB 62 war eine Tenderlokomotivreihe der kkStB, deren Lokomotiven ursprünglich von der k.k. priv. Kronprinz Rudolf-Bahn (KRB) und von der k.k. priv. Dniester Bahn stammten.

## Geschichte
Die KRB beschaffte acht Exemplare dieser dreifach gekuppelten Tenderlokomotiven 1872 für den leichten Dienst.
Sie wurden von Krauss in München geliefert.
Die Lokomotiven hatten Innenrahmen und Außensteuerung.
Weitgehend baugleiche Lokomotiven wurden von der Dniester Bahn ebenfalls 1872 als Nr. 1–2 beschafft.
Bei der kkStB wurden die KRB-Maschinen als 62.01–08 bezeichnet, die Dniester Lokomotiven erhielten zunächst die Nummern 6001–6002, aber schließlich 1892 die Bezeichnung 6209–6210.
Nach dem Ersten Weltkrieg kamen noch drei Exemplare zur BBÖ, die sie bis 1930 ausmusterte.